# Championnat de France de hockey sur glace 1912-1913
Saison précédente Saison suivante
La saison 1912-1913 est la 4e saison du championnat de France de hockey sur glace.

## Bilan
Le Club des Patineurs de Paris est champion de France pour la troisième fois consécutive.